# Свети Димитър (нос)
Свети Димитър е малък скалист нос на Българското Черноморие в Община Приморско, носещ името на свети Димитър Солунски.

## История
Предполага се, че името е свързано с Късното средновековие, когато в околността се е намирало селището Свети Димитър, от което видимо са оцелели стените на един параклис. Някои рибари наричат носа Киндинар, което идва от старогръцка дума за опасност. 
Въз основа на проучвания се смята, че в Древността и през Средновековието нос Свети Димитър се е врязвал в акваторията с около 400 метра по-навътре, отколкото сега.

## География
Намира се на 4 километра северно от град Приморско, 6 километра южно от Созопол и на 18 километра югоизточно от Бургас. Носът е разположен близо до устието на р. Ропотамо и тракийското светилище Бегликташ.
В района около нос Свети Димитър река Ропотамо се влива в Черно море. Бреговете ѝ са обрасли с гъсти лонгозни гори, преплетени с лиани, като образува ниските мочурливи участъци на лимана и езерата-старици, покрити с блатна тръстика и водни лилии.